# Fence
Fence är en by i Lancashire i England. Byn ligger 43,1 km från Lancaster. Orten har 1 586 invånare (2001).